# 郭子興
郭子興（1302年—1355年），定遠（今安徽省定远县）人，中國元末群雄之一，是使明太祖朱元璋在後來能崛起的關鍵人物，同時也是明太祖朱元璋的岳父。

## 生平
子興家有財產，平時結交不少人物壯士，元末大亂，他於至正十二年（1352年），集結數千人取得濠州，即此時他任用朱元璋為十夫長，因朱元璋的戰功而重用。郭子興雖擊退了南下的元軍，但與其陣營內的孫德崖、趙均用等人卻內爭不斷，最後被迫離開濠州，改住由朱元璋攻下的滁州，1355年病逝，其勢力大抵為朱元璋所繼承，明太祖於洪武三年（1370年）追封他為滁陽王。

## 子女
郭子兴夫人张氏，生三子，长子战死沙场，次子郭天敍与舅张天祐领军攻打集庆府，兵败被杀。第三子郭天爵阴谋对付朱元璋，被朱元璋所杀。
妾小张氏生一女，嫁给朱元璋为郭惠妃，生蜀、谷、代三王。养女马氏，是朱元璋的皇后。
宣德年间，郭子兴的亲族郭老舍入朝京师。明孝宗弘治六年，赐自称郭子兴第四子郭老舍的玄孙的郭琥冠带，令其奉滁阳王祀。后礼部又称庙碑（敕賜滁陽王廟碑）已经昭示天下郭子兴无后，郭老舍不可能是郭子兴的儿子，除奉祀。

## 后世纪念
明初太祖皇帝朱元璋在天庆观旧址建滁阳王庙祭祀郭子兴，滁阳王庙构件于2015年交给滁州文物部门保存。

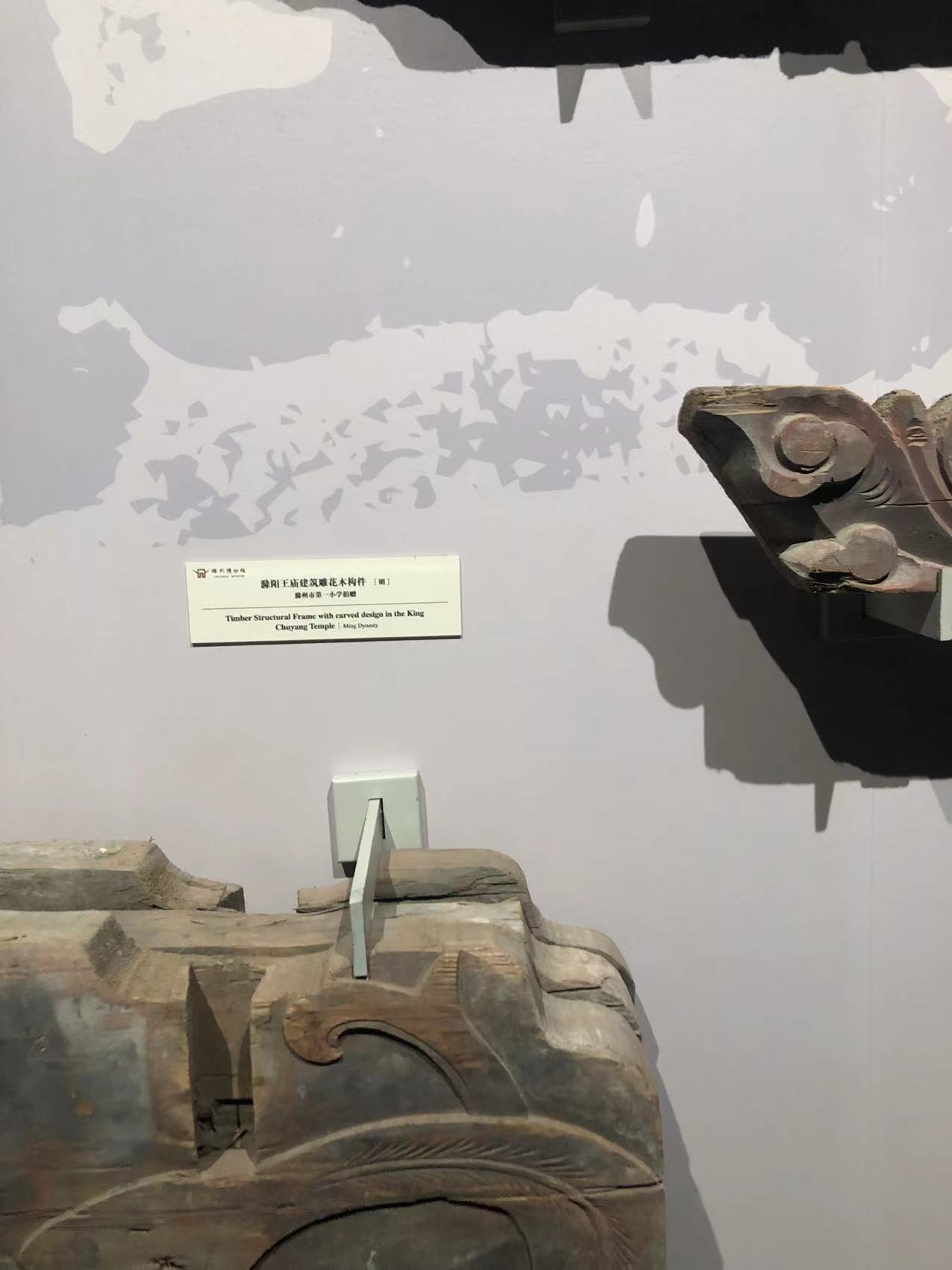
滁阳王庙构件标签介绍
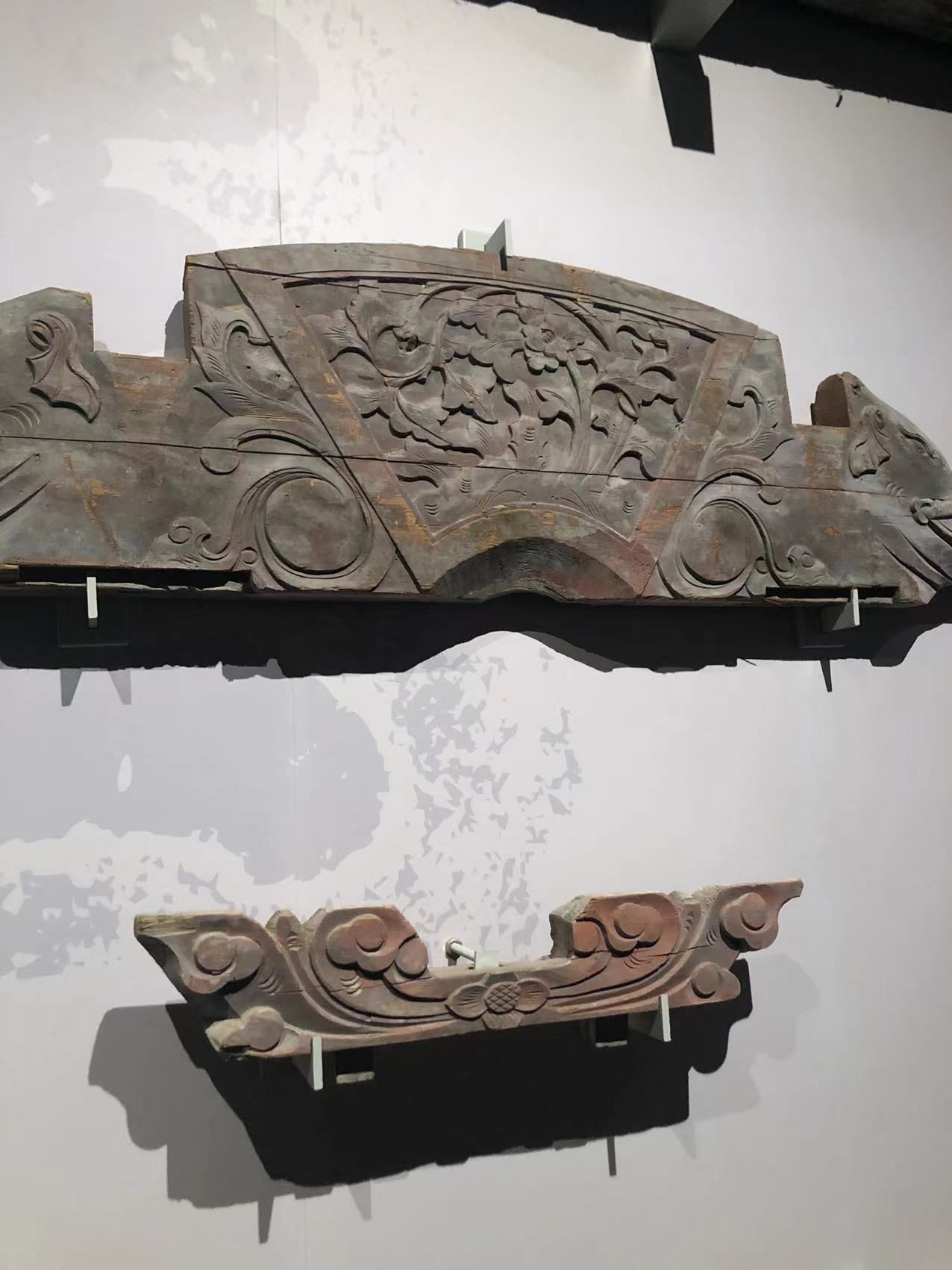
滁阳王庙构件